# Třída G3
Třída G3 byla nerealizovaná třída bitevních křižníků britského královského námořnictva z 20. let 20. století. Plánovaná stavba čtyř křižníků byla zrušena na základě Washingtonské konference.

## Stavba
Britskou reakcí na nové kolo námořního zbrojení, které začalo po první světové válce v Japonsku a USA, byl vývoj nových bitevních plavidel. V roce 1920 vzniklo osm projektů bitevních křižníků a šest projektů bitevních lodí. Pro bitevní křižníky byl v únoru 1921 vybrán projekt označený G3 (Pro bitevní lodě byl zvolen koncipovaný projekt N3, lišící se použitím devíti 457mm kanónů, silnějším pancéřováním a nižší rychlostí.). Celkem byla plánována stavba čtyř jednotek této třídy. Objednány byly 26. října 1921 u loděnic William Beardmore and Co., John Brown & Co., Fairfield Shipbuilding and Engineering Co. a Swan Hunter. Už v listopadu 1921 byla zakázka pozastavena. Po podpisu Washingtonské dohody byla stavba tříd G3 a N3 zcela zrušena. Mnoho prvků jejich konstrukce (např. 406mm a 152mm kanóny, nebo soustředění dělových věží na přídi) bylo využito u bitevních lodí třídy Nelson.

## Konstrukce
Bořní pancéřový pás měl sílu až 356 mm, paluba měla sílu až 203 mm a čela věží 432 mm. Plánovanou hlavní výzbroj tvořilo devět 406mm/45 kanónů BL Mk.I umístěných ve třech třídělových věžích, které byly soustředěny v přední části plavidla. Sekundární výzbroj představovalo šestnáct 152mm kanónů BL Mk.XXII ve dvoudělových věžích. Křižníky měly dále nést šest 120mm kanónů, třicet dva 40mm kanónů a dva 622mm torpédomety. Na palubě se měly nacházet dva hydroplány. Pohonný systém tvořilo dvacet kotlů a čtyři parní turbíny o výkonu 160 000 hp, pohánějící čtyři lodní šrouby. Nejvyšší rychlost měla dosahovat 31–32 uzlů. Plánovaný dosah byl 7000 námořních mil při rychlosti 16 uzlů.